# تیفانی آن ریا
تیفانی آن ریا (انگلیسی: Tiffany Ann Rea؛ زادهٔ ۲۷ اکتبر ۱۹۹۶) است. وی از سال ۲۰۰۹ میلادی تاکنون مشغول فعالیت بوده است.